# Йоган Ланге
Йоган Ланге або Йоган Мартін Крістіан Ланге (дан. Johan Lange або дан. Johan Martin Christian Lange; 3 квітня 1818 — 20 березня 1898) — видатний данський ботанік.

## Біографія
З 1851 до 1858 Йоган Ланге займав посаду бібліотекаря у Ботанічній бібліотеці Копенгагенського університету, з 1856 до 1876 був директором Ботанічного саду Копенгагенського університету. З 1857 до 1862 читав лекції з ботаніки у Данському технічному університеті та з 1858 до 1893 у Королівський ветеринарний та сільськогосподарський коледж, там же отримав звання ординарного професора у 1892 році. У 1858 році він зайнявся продовженням видання Flora Danica та був його останнім редактором. Разом із Япетусом Стенструпом Йоган Ланге був видавцем Flora Danica fasc. 44 (1858). Після цього він самостійно редагував fasc. 45-51 (1861-83) додаток до 2-3 томів (1865-74), у загальному обсязі 600 сторінок. Закінчивши публікацію Flora Danica, у 1887 році він видав Nomenclator Floræ Danicæ — повне індексування усіх сторінок Flora Danica за алфавітом, систематично та у хронологічному порядку.
Він подорожував по Європі, займаючись дослідженням флори Данії, Гренландії та інших європейських країн, особливо Іспанії.(Willkomm & Lange, Prodromus Florae Hispanicae, 1861-80).
У своїй праці Plantenavne og navngivningsregler (Імена рослин та правила їх надання) він розширив класифікацію, яку створив Карл Лінней, і вона зробила великий вплив на розробку Міжнародного кодексу ботанічної номенклатури, системи класифікації, яка використовується на даний час.

## Окремі публікації
- Moritz Willkomm and Johan Lange (1861–1880). Prodromus florae hispanicae, seu synopsis methodica omnium plantarum in Hispania. Архів оригіналу за 2 листопада 2014. Процитовано 27 жовтня 2014.
- Icones plantarum sponte nascentium in regnis Daniae et Norvegiae, in ducatibus Slesvici et Holsatiae et in comitatibus Oldenburgi et Delmenhorstiae: (Pictures of the plants growing wild in the kingdoms of Denmark and Norway, in the duchy of Schleswig-Holstein, and in the principalities of Oldenburg and Delmenhorst)
- Beretning om Universitetets botaniske Have for Aarene 1867-68. 1870. Архів оригіналу за 2 листопада 2014. Процитовано 27 жовтня 2014.
- Beretning om Universitetets botaniske Have for Aarene 1871-73. 1874. Архів оригіналу за 2 листопада 2014. Процитовано 27 жовтня 2014.
- Conspectus florae groenlandicae: Grønlands mosser (Muscineae) (Overview of the mosses of Greenland)
- Conspectus florae groenlandicae: 1. Fanerogamer og karsporeplanter (Overview of the vascular plants of Greenland)
- Conspectus florae groenlandicae: Tillæg til fanerogamerne og karsporeplanterne (Overview of the plants of Greenland, Supplement to vascular plants)
- Descriptio iconibus ilustrata plantarum novarum. 1864–1866. Архів оригіналу за 2 листопада 2014. Процитовано 27 жовтня 2014.
- Flora Danica
- Haandbog i den danske flora. 1851. Архів оригіналу за 2 листопада 2014. Процитовано 27 жовтня 2014.
- Nomenclator "Florae Danicae;" sive, Index systematicus et alphabeticus operis quod "Icones florae Danicae" inscribitur, cum enumeratione tabularum ordinem temporum habente, adiectis notis criticis. 1887. Архів оригіналу за 2 листопада 2014. Процитовано 27 жовтня 2014.
- Pugillus plantarum imprimis Hispanicarum, quas in itinere 1851-52 legit Joh. Lange.
- Udvalg af de i Universitetets botaniske og andre Haver iagttagne nye Arter. Botanisk Tidsskrift. 19: 255—268. 1895.
- Revisio Specierum Generis Crataegi Imprimis Earum, Quae in Hortis Daniae Coluntur: Oversigt over de i Danmark Haardføre Arter af Hvidtyørn-Slaegten (Crataegus). Copenhagen: Lehmanns & Stages Forlag. 1897. Архів оригіналу за 2 листопада 2014. Процитовано 27 жовтня 2014.